# Hipercorrecció
La hipercorrecció o ultracorrecció és la creació d'una forma lingüística incorrecta aplicant criteris que en altres casos originarien formes correctes. Suposa, per tant, la interpretació d'una forma correcta de la llengua com si fos incorrecta i la consegüent deformació de la paraula o expressió per un desig excessiu i equivocat de correcció.
Aquests errors lingüístics han estat analitzats per W. Labov i P. Bourdieu. El sociolingüista William Labov va proposar el terme hipercorrecció per tal d'explicar el desajust que es produeix quan els parlants d'una classe social, en els estils de parla més formals, usen amb més freqüència que els parlants de la classe social superior una variant amb prestigi obert (prestigi conegut per la comunitat lingüística). Es produeix un patró d'encreuament (crossover effect) perquè interacciona l'estil (formal) amb la classe social. Labov va dur a terme un estudi sobre la utilització en anglès de la (-r) en posició postvocàlica a la ciutat de Nova York. Una de les característiques de l'accent del novaiorquès és que deixa de pronunciar aquell fonema mentre que l'estudi de Labov demostrà que la classe mitjana baixa, estranyament, sí que pronunciava la (-r) en els contextos més formals perquè valorava molt positivament l'ús d'aquesta variant de prestigi lingüístic. Per tant, la hipercorrecció, segons el sociolingüista variacionista Labov, explicarà les aspiracions de mobilitat social de les classes mitjanes, en utilitzar unes variants que saben que tenen prestigi, per tal d'ascendir en l'escala social adequant la seua parla de manera més accentuada a la varietat de prestigi, en un grau encara major que les classes altes, que posseeixen aquest prestigi.
Per la seva banda Pierre Bourdieu també s'adonà que les classes mitjanes tenien una dedicació intensiva en l'adquisició de la varietat legítima de la llengua, que és l'establerta per les classes dominants. Aquestes classes tracten de fugir de la "vulgaritat" i de les expressions més "comunes" i s'esforcen a fer canvis lingüístics que suposen una clara discordança amb els parlants nadius de la varietat dominant o legítima. La necessitat de distinció, que en l'accepció de Bordieu equival al fet que un element adquireixi valor en virtut de la seva raresa, també es donarà quan els membres de les elits, en haver accedit les classes mitjanes a la competència legítima, tracten de mantenir el seu estatus distingit creant noves formes d'expressió, això és, unes noves competències "rares" que els distingiran de les classes que es troben per sota d'elles. Un exemple és l'anomenada hipocorrecció, això és, l'ús de fórmules lingüístiques populars per part de la burgesia i l'elit intel·lectual, que conscientment realitzen errades per tal de situar-se al mateix nivell social, per exemple, que els seus interlocutors, tot mantenint altres elements que els permeten seguir diferenciant-se de les classes baixes.

## Exemples
La hipercorrecció o voluntat per part d'alguns parlants d'imitar la forma lingüística prestigiosa i del fracàs consegüent, per l'ús inadequat de formes lingüístiques, afecta tots els nivells de la llengua. Pel que fa a la fonètica, n'és un exemple l'ús de la forma bacallar (en valencià) en lloc de bacallà, alineant aquest mot amb els verbs a l'infinitiu i altres mots que tenen una "r" final que sona. El dequeisme i el queisme constitueixen exemples gramaticals incorrectes en la llengua catalana. Morfològicament, l'adjectiu complet és reemplaçat per la forma "complert" (= complit, que de fet és el participi passat del verb complir). També tenim errors ortogràfiques, com l'ús del terme inflacció, puix que la forma correcta és inflació. Un cert ús incorrecte dels pronoms febles del català, en l'àmbit morfosintàctic, esdevé exemple d'hipercorrecció, com és el cas de la repetició del pronom (pleonasme) no volent ometre'l: "En Joan en parlarà d'això". També trobem hipercorrecció en el domini semàntic, per exemple, usant el verb escoltar en lloc de sentir/oir o veure per mirar.
La hipercorrecció també es pot produir mitjançant la interferència lingüística. Un cas típic n'és quan, en l'aprenentatge d'una llengua estrangera, s'apliquen incorrectament regles gramaticals de la llengua pròpia en la llengua estudiada.